# Escala de tempo geológico lunar
A escala de tempo geológico lunar (ou escala de tempo selenológico) divide a história geológica da Lua em cinco períodos geralmente reconhecidos: Copernicano, Eratosteniano, Ímbrico Inferior, Ímbrico Superior, Nectárico e Pré-Nectárico. Os limites desta escala de tempo estão geralmente relacionados com grandes eventos de  impacto que modificaram a superfície lunar, mudanças na morfologia das crateras ao longo do tempo, e a distribuição em termos de dimensão e frequência das crateras sobreposta às unidades geológicas. As idades absolutas para estes períodos foram delimitadas por datação radiométrica de amostras obtidas na superfície lunar. Porém, existe ainda muito debate sobre as idades de certos eventos-chave, uma vez que a correlação entre amostras do regolito lunar e as unidades geológicas da Lua é difícil de estabelecer, e a maioria das idades radiométricas lunares foram muito afectadas por uma intensa história de impactos.

## Cronologia lunar
Os principais processos geológicos que modificaram a superfície lunar são as crateras de impacto e o vulcanismo. Usando princípios estratigráficos padrão, tais como o Princípio da sobreposição das camadas, é possível ordenar cronologicamente estes eventos. Anteriormente pensava-se que os mares de basalto pudessem representar uma única unidade estratigráfica à qual correspondia uma idade única. No entanto, hoje em dia aceita-se que o vulcanismo dos mares foi um processo contínuo, com início pelo menos em 4,2 Ga e prolongando-se provavelmente até 1,2 Ga (1 Ga = mil milhões de anos atrás). Os eventos de impacto são de longe os mais úteis para definir uma estratigrafia lunar, já que são numerosos e se foram num momento geológico fixo.
A escala de tempo geológico lunar foi dividida em cinco períodos: Pré-nectárico, Nectárico, Ímbrico, Eratosteniano e Copernicano, sendo o Ímbrico dividido em duas épocas: Ímbrico Inferior e Ímbrico Superior. Esta divisão do tempo geológico tem por base o reconhecimento da marcadores geomorfológicos convencionais e, como tal, não significa que tenham ocorrido alterações fundamentais nos processos geológicos entre cada um deles. A Lua é única entre os corpos do sistema solar, no sentido em que é o único corpo para além da Terra do qual possuímos amostras de rocha e com o devido contexto geológico. Ao relacionar a idade das amostras recolhidas pelas missões Apollo com as unidades geológicas conhecidas, foi possível determinar idades absolutas para alguns destes períodos geológicos. A cronologia em baixo representa uma proposta, mas é importante evidenciar que algumas destas idades são ainda incertas ou controversas. Em muitas regiões planálticas, não é possível distinguir entre materiais nectarianos e pré-nactarianos, pelo que por vezes estes depósitos são denominados de apenas “pré-ímbrico”.
Após a crosta lunar ter se solidificado, o satélite natural passou por diversas transformações que mudaram profundamente seu aspecto levando às características observadas atualmente. Por essa razão existe a classificação dos períodos da história geológica lunar similares aos períodos geológicos terrestres, cuja datação se tornou possível através da análise de amostras trazidas da superfície lunar para análise em laboratório.
Um dos grandes marcos selecionados como referência é a formação do Mare Nectaris através do preenchimento com lava da bacia de impacto de Nectaris, o que aconteceu há 3.92 bilhões de anos. O tempo trascorrido desde a formação do satélite até a formação dessa bacia corresponde ao período Pré-Nectárico. Durante este intervalo, a Lua foi intensamente atingida por numerosos corpos como asteroides, durante o intenso bombardeio tardio, que completamente alterou as características físicas do satélite, desfigurando totalmente boa parte das características superficiais preexistentes. A partir da formação do satélite, boa parte da Lua ainda era um grande oceano de magma que teve como contribuição a grande quantidade de impactos ocorridos que liberavam grandes quantidades de energia. Elementos pesados como ferro afundavam nesse oceano enquanto elementos e substâncias voláteis como água, sódio e potássio entravam em ebulição. A superfície, contudo, foi se resfriando gradualmente e, há 4.2 bilhões de anos, praticamente todo o oceano de lava já havia se solidificado e formado a crosta lunar.
Outro marco importante foi a formação da bacia Imbrium há 3.85 bilhões de anos a partir de um impacto gigantesco que provocou alterações geológicas por todo o satélite e que, posteriormente, viria a ser preenchida com lava para formar o Mare Imbrium. O intervalo de tempo após o fim do período Pré-Nectário e antes da formação desta bacia caracteriza o período Nectárico, ao longo do qual grandes corpos impactantes vieram a criar gigantescas bacias de impacto, além de milhares de crateras por todo o satélite. Contudo, a quantidade de impactos foi gradualmente reduzindo, de forma a permitir que as estruturas formadas nesse período permanecessem sem grandes distorções. Após a colisão que veio a formar o Mare Imbrium (dando início ao período Ímbrico), o grande impacto que deu origem ao Mare Orientale foi o último impacto massivo que ocorreu no satélite. Contudo impactos de corpos menores ocorriam continuamente por toda a superfície lunar.
A colossal intensidade do impacto que formou a bacia do Mare Imbrium, possivelmente causado por um asteroide com cerca de cem quilômetros de diâmetro, teria desencadeado um intenso período de derramamento de magma por todo o satélite, uma vez que a então fina crosta teria apresentado diversas falhas com a energia do impacto. Com isso grande parte das bacias de impacto preexistentes foram preenchidas formando os imensos mares lunares.
Há 3.2 bilhões de anos houve a formação da Cratera Erastotenes, que marcou o início do período Eratosteniano, marcado pela contínua diminuição da atividade de meteoros a atingir a superfície lunar e pelos últimos vestígios de derramamento de lava no satélite. Os impactos de pequenos meteoritos ao longo de bilhões de anos, contudo, pulverizaram a superfície e erodiram as montanhas lunares dando-as um aspecto arredondado e suave. Este período tem como marco final a formação da cratera Copérnico, há 0.81 bilhões de anos, que marca o início do período Copernicano, o qual se estende até os dias atuais. O mais recente período é marcado por pouquíssima atividade geológica no satélite e um número extremamente pequeno de impactos significativos quando comparado aos períodos anteriores.